# World Series FINA de plongeon 2012
Navigation
Édition 2011 Édition 2013
L'édition 2012 des World Series FINA de plongeon, se dispute durant les mois de mars et avril et comporte quatre étapes.

## Les étapes
| Date           | Lieu    |
| -------------- | ------- |
| 16 au 17 mars  | Dubaï   |
| 23 au 24 mars  | Pékin   |
| 13 au 14 avril | Moscou  |
| 20 au 21 avril | Tijuana |

## Classement

### Hommes
| Place | Nom             | Nationalité | Point |
| ----- | --------------- | ----------- | ----- |
| 1     | He Chong        | Chine       | 54    |
| 2     | Qin Kai         | Chine       | 48    |
| 3     | Ilia Zakharov   | Russie      | 46    |
| 4     | Troy Dumais     | États-Unis  | 40    |
| 4     | Matthieu Rosset | France      | 40    |

| Place | Nom          | Nationalité | Point |
| ----- | ------------ | ----------- | ----- |
| 1     | Thomas Daley | Royaume-Uni | 66    |
| 2     | David Boudia | États-Unis  | 52    |
| 3     | Sascha Klein | Allemagne   | 42    |
| 4     | Qiu Bo       | Chine       | 36    |
| 5     | Nick McCrory | États-Unis  | 32    |

| Place | Pays       | Point |
| ----- | ---------- | ----- |
| 1     | Ukraine    | 87    |
| 2     | Chine      | 81    |
| 3     | Allemagne  | 72    |
| 4     | États-Unis | 57    |
| 5     | Russie     | 54    |
| 5     | Mexique    | 54    |

| Place | Pays        | Point |
| ----- | ----------- | ----- |
| 1     | Royaume-Uni | 78    |
| 2     | Allemagne   | 75    |
| 2     | Russie      | 75    |
| 4     | Chine       | 72    |
| 4     | Ukraine     | 72    |

### Femmes
| Place | Nom            | Nationalité | Point |
| ----- | -------------- | ----------- | ----- |
| 1     | He Zi          | Chine       | 70    |
| 2     | Tania Cagnotto | Italie      | 58    |
| 3     | Wu Minxia      | Chine       | 50    |
| 4     | Laura Sánchez  | Mexique     | 46    |
| 5     | Jennifer Abel  | Canada      | 34    |

| Place | Nom                   | Nationalité | Point |
| ----- | --------------------- | ----------- | ----- |
| 1     | Chen Ruolin           | Chine       | 54    |
| 2     | Pandelela Rinong Pamg | Malaisie    | 50    |
| 3     | Paola Espinosa        | Mexique     | 44    |
| 4     | Meaghan Benfeito      | Canada      | 42    |
| 5     | Hu Yadan              | Chine       | 38    |

| Place | Pays       | Point |
| ----- | ---------- | ----- |
| 1     | Chine      | 108   |
| 2     | États-Unis | 93    |
| 3     | Italie     | 72    |
| 4     | Canada     | 63    |
| 5     | Allemagne  | 57    |

| Place | Pays        | Point |
| ----- | ----------- | ----- |
| 1     | Chine       | 108   |
| 2     | Canada      | 84    |
| 3     | Malaisie    | 78    |
| 4     | Mexique     | 66    |
| 5     | Royaume-Uni | 57    |

## Vainqueurs par épreuve
| Étapes  | Hommes      | Hommes       | Hommes                            | Hommes                        |             | Femmes         | Femmes          | Femmes               | Femmes |
| Étapes  | Tremplin 3m | Haut vol 10m | Synchro 3m                        | Synchro 10m                   | Tremplin 3m | Haut vol 10m   | Synchro 3m      | Synchro 10m          |        |
| Dubaï   | He Chong    | Qiu Bo       | Qin Kai Luo Yutong                | Cao Yuan Zhang Yanquan        | Wu Minxia   | Chen Ruolin    | Wu Minxia He Zi | Chen Ruolin Wang Hao |        |
| Pékin   | He Chong    | Qiu Bo       | Qin Kai Luo Yutong                | Cao Yuan Zhang Yanquan        | He Zi       | Chen Ruolin    | Wu Minxia He Zi | Chen Ruolin Wang Hao |        |
| Moscou  | He Chong    | Yue Lin      | Ilia Zakharov Ievgueni Kouznetsov | Sascha Klein Patrick Hausding | He Zi       | Chen Ruolin    | Wu Minxia He Zi | Chen Ruolin Wang Hao |        |
| Tijuana | Qin Kai     | Thomas Daley | Qin Kai Luo Yutong                | David Boudia Nick McCrory     | He Zi       | Paola Espinosa | Wu Minxia He Zi | Chen Ruolin Wang Hao |        |